# Домбаев, Нурлан Русланович
Нурлан Русланович Домбаев (каз. Нұрлан Русланұлы Домбаев; род. 15 августа 1981 года, Атырау, Казахстан) — казахстанский тхэквондист-паралимпиец, двукратный чемпион мира, участник летних Паралимпийских игр 2020 в Токио и летних Паралимпийских игр 2024 в Париже.

## Биография
Потерял кисти обеих рук в детстве в результате несчастного случая. После того, как увидел спортивные достижения казахстанского тхэквондиста-паралимпийца Нышана Омирали, решил заниматься паратхэквондо. Пришёл в этот вид спорта в 2014 году. С 2016 года начал участвовать в соревнованиях.
Становился чемпионом мира по паратхэквондо в категории K43 в весовой категории до 75 кг в 2017 году в Лондоне и в 2019 году в Анталье.
В 2019 году получил национальную спортивную премию Altyn Samgau в номинации «Лучший параспортсмен».
На открытии летних Паралимпийских игр 2020 в Токио вместе с Раушан Койшибаевой был знаменосцем сборной Казахстана. 3 сентября 2021 года соревновался на Паралимпиаде-2020 в весовой категории до 75 кг. В четвертьфинале победил аргентинца Хуана Саморано, в полуфинале проиграл иранцу Мехди Пуррахнамаахмадгураби. В матче за третье место Домбаев вновь встретился с Хуаном Саморано, но в этот раз не смог победить аргентинца.
31 августа 2024 года соревновался на летних Паралимпийских играх 2024 в Париже в весовой категории до 80 кг. В 1/8 финала победил марокканца Рашида Исмаили Алауи, в четвертьфинале проиграл иранцу Алирезе Бахту. В утешительном полуфинале победил коста-риканца Андреса Молину, затем проиграл матч за третье место южнокорейскому спортсмену Чу Чжон Хёну.

## Спортивные результаты
| Год  | Турнир                          | Место проведения | Категория     | Место |
| ---- | ------------------------------- | ---------------- | ------------- | ----- |
| 2017 | Чемпионат мира                  | Лондон           | до 75 кг, K43 | 1     |
| 2019 | Чемпионат мира                  | Анталья          | до 75 кг, K43 | 1     |
| 2021 | Летние Паралимпийские игры 2020 | Токио            | до 75 кг, K44 | 5     |
| 2021 | Чемпионат мира                  | Стамбул          | до 80 кг, K44 | 3     |
| 2023 | Чемпионат Европы                | Стамбул          | до 80 кг, K44 | 3     |
| 2023 | Чемпионат мира                  | Веракрус         | до 80 кг, K44 | 5     |
| 2023 | Азиатские Параигры 2022         | Ханчжоу          | до 80 кг, K44 | 3     |
| 2024 | Летние Паралимпийские игры 2024 | Париж            | до 80 кг, K44 | 5     |